# Trailer (informatica)
Per trailer o footer, in informatica, si intende un metadato inserito al termine di un blocco di dati, in trasmissione o in conservazione, che contiene informazioni sul blocco o ne marca semplicemente il termine.
Esempi d'uso si trovano nel protocollo TCP/IP, dove nel trailer si trovano informazioni quali un checksum CRC per verificare l'integrità del pacchetto, oltre a marcarne la fine  e nel protocollo HTTP, dove "Trailer" è un header che permette al client di inserire specifiche direttive HTTP in coda al proprio messaggio.
Nel trasferimento dei file si rende necessario quando i tempi di trasferimento potrebbero essere lunghi e per evitare che il file venga considerato da altri processi quando ancora non è completo è convenzione diffusa leggere i file solo quando è presente un altro file con lo stesso nome, ma con un'estensione diversa.